# Ökenmås
Ökenmås (Leucophaeus modestus) är en sydamerikansk vadarfågel i familjen måsfåglar. Arten häckar unikt för måsar långt inåt landet i ökenlandskap, därav namnet, i norra Chile. Vintertid sprider den sig norrut utmed kusten till Ecuador. Ovanligt är även den påtagligt mörka dräkten, med vitt huvud. Den minskar i antal, men beståndet anses ändå vara livskraftigt.

## Kännetecken
Ökenmåsen är en medelstor mås med en kroppslängd på 45 centimeter. I häckningsdräkt är den karakteristisk med sitt vita huvud och mörkgrå kropp. Vingpennorna är svarta med vita spetsar på de inre handpennorna och armpennorna. Stjärten har ett svart band innanför en vit bakkant. Benen är svarta och irisen brun.

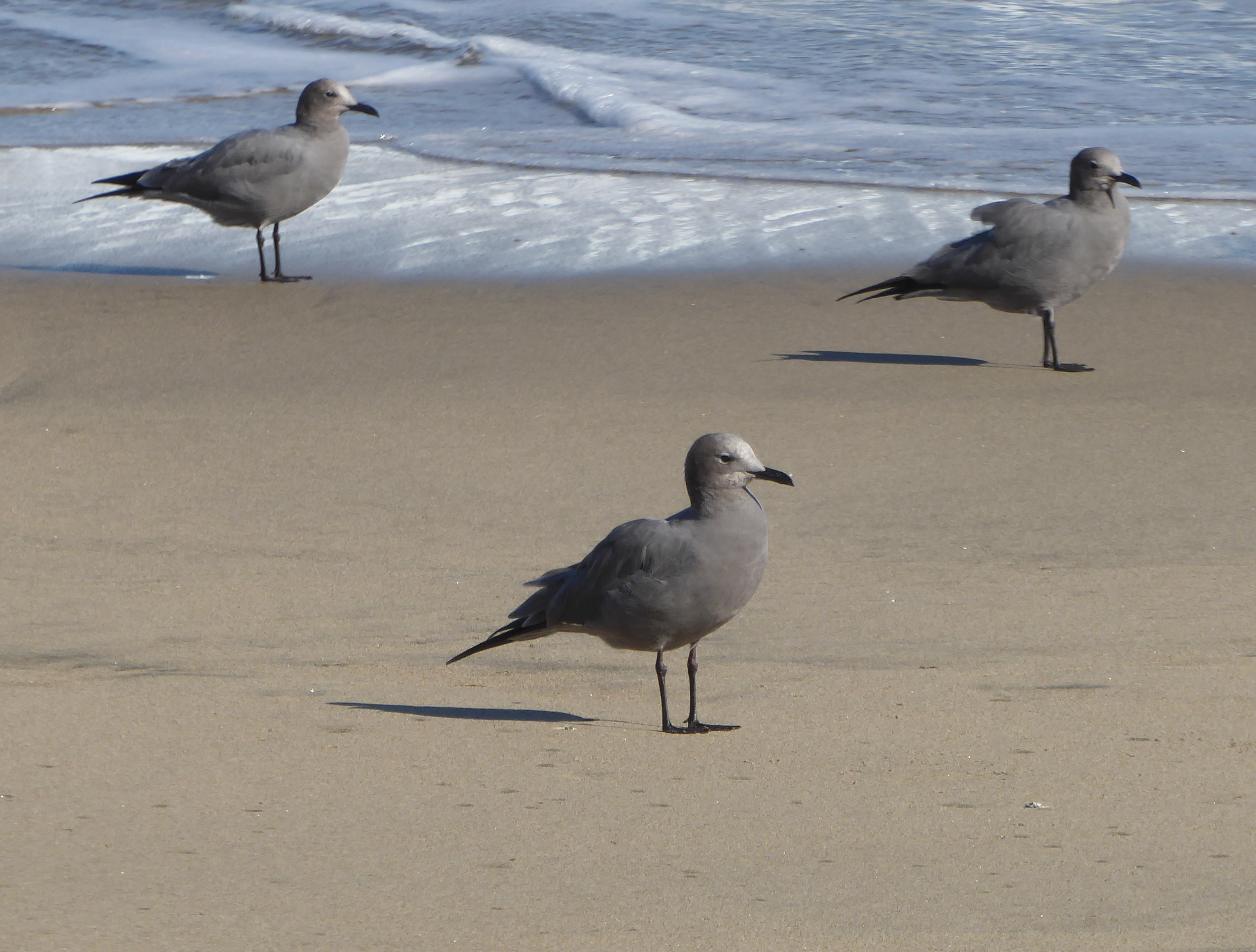
Ökenmåsar i Los Vilos, Coquimbo, Chile.

## Utbredning och systematik
Fågeln häckar i den extremt torra Atacamaöknen i inlandet i norra Chile, men sprider sig efter häckningstid ut mot kusten norrut till Ecuador. Den har påträffats tillfälligt även i Colombia och Panama. Den behandlas som monotypisk, det vill säga att den inte delas in i några underarter.

### Släktestillhörighet
Länge placerades merparten av måsarna och trutarna i släktet Larus. Genetiska studier visar dock att arterna i Larus inte är varandras närmaste släktingar. Pons m.fl. (2005) föreslog att Larus bryts upp i ett antal mindre släkten, varvid ökenmåsen placerades i Leucophaeus. Amerikanska  American Ornithologists' Union (AOU) följde rekommendationerna i juli 2007. Brittiska British Ornithologists’s Union (BOU) liksom Sveriges ornitologiska förenings taxonomikommitté (SOF) valde dock initialt att behålla arterna urskilda i Leucophaeus i Larus eftersom studier inte visar på några osteologiska skillnader släktena emellan. Efter att även de världsledande auktoriteterna Clements m.fl. och International Ornithological Congress IOC erkände Leucophaeus följde även SOF (då under namnet BirdLife Sverige) efter 2017. BirdLife International inkluderar dock fortfarande Leucophaeus i Larus.

## Levnadssätt
Ökenmåsen lever huvudsakligen och ibland uteslutande av kräftdjur från släktet Eremita, men kan också inta fisk, havsborstmaskar (Nereididae) samt as. Den kan också söka föda i hamnar och följa fiskebåtar. Arten häckar från november till januari i öde bergstrakter i Atacamaöknen mellan 35 och 100 kilometer inåt land. Boet är en uppskrapad grop i sanden. Den häckar inte under år när El Niño är extra påtaglig.

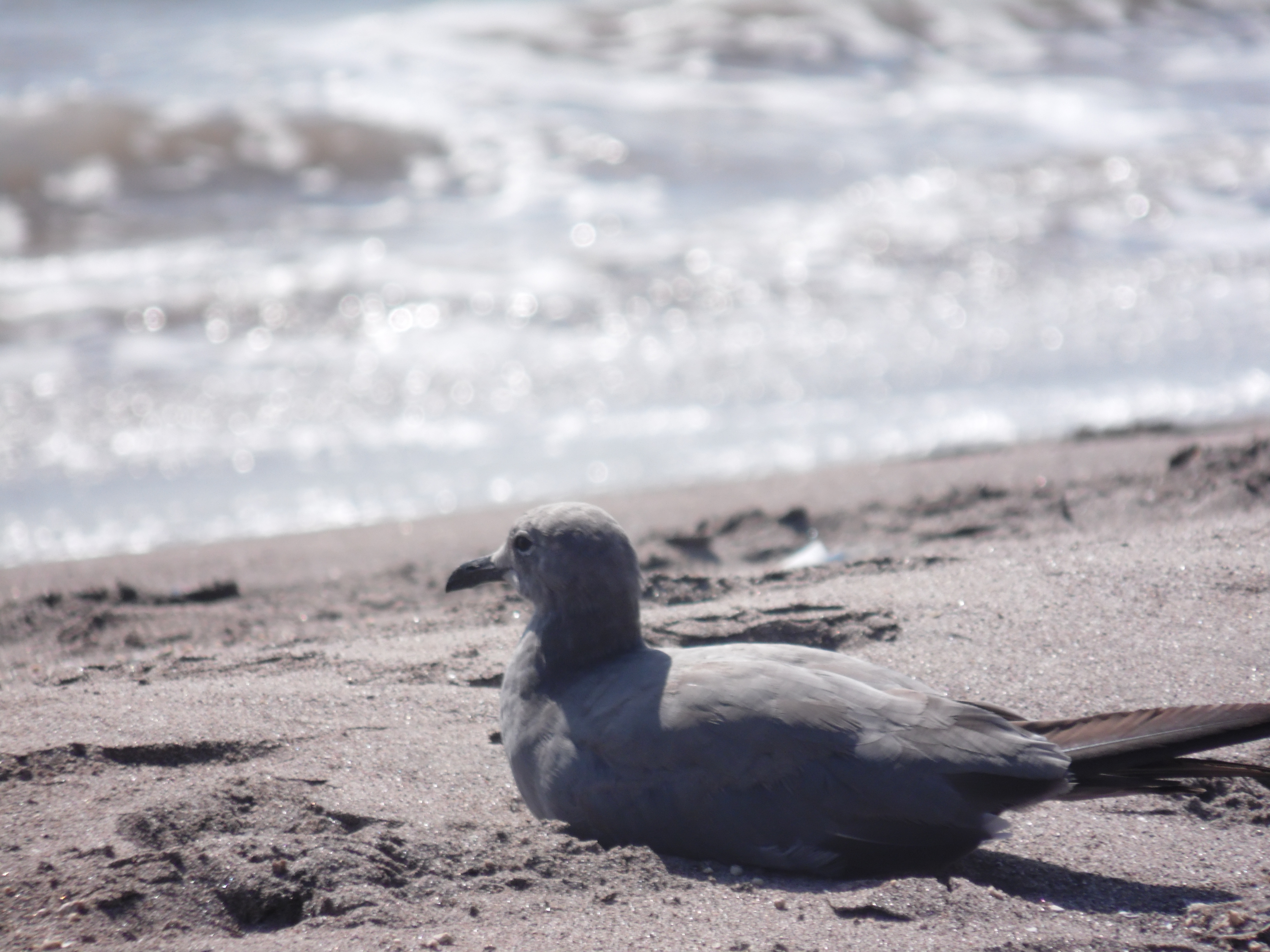

## Status och hot
Arten har ett relativt litet utbredningsområde och tros minska i antal, dock inte tillräckligt kraftigt för att den ska betraktas som hotad. IUCN kategoriserar därför arten som livskraftig (LC).